# Nolaseniola plecopteroides
Nolaseniola plecopteroides là một loài bướm đêm trong họ Noctuidae.